# 钩形豹蛛
钩形豹蛛（学名：Pardosa uncifera）为狼蛛科豹蛛属的动物。在中国大陆，分布于内蒙古、西藏等地，主要栖息于农田。该物种的模式产地在内蒙古。